# Натоли, Винченцо
Винченцо Натоли (итал. Vincenzo Natoli; октябрь 1690, Сант-Анджело-ди-Броло, Сицилия — 21 октября 1770, Палермо) — сицилийский судья. В 1756 году Карл III, король Обеих Сицилий, сделал его маркизом.

## Биография
Натоли родился в 1690 году в Sant'Angelo di Brolo. С 1730 по 1734 год, а затем в 1740 году он был судьей Гран-Корте Криминале («великий уголовный суд») Палермо. С 10 апреля 1748 года он был министром в Мессине. 10 июля 1751 года он стал Консультантом Regio, советником короля в Неаполе. С 1758 года он был председателем трибунала «Real Patrimonio» или «королевское наследие», в Палермо..
В апреле 1761 года он стал президентом Верховного суда по гражданским и уголовным делам
Натоли женился на Анджеле Пиоле, а затем в 1748 году он женился на вдовой дочери барона Манджиадайни, Марии Серипополи. Сын Натоли, Артале, ушёл из жизни раньше него самого 11 декабря 1768 года.
Наполи умер в Палермо 21 октября 1770 года и был похоронен в Catacombe dei Cappuccini в этом городе.